# Araschnia kurilicola
Araschnia kurilicola är en fjärilsart som beskrevs av Felix Bryk 1942. Araschnia kurilicola ingår i släktet Araschnia och familjen praktfjärilar. Inga underarter finns listade i Catalogue of Life.